# Гай Меній
Гай Меній (лат. Gaius Maenius; ? — після 314 до н. е.) — політичний, державний та військовий діяч Римської республіки, консул 338 року до н. е.

## Життєпис
Походив з плебейського роду Меміїв. 
У 338 році до н. е. його обрано консулом разом з Луцієм Фурієм Каміллом. Того року тривала війна з латинськими племенами. Меній отримав у розпорядження флот, який вів бойові дії проти ворожого флоту уздовж Лаціума. За свою звитягу отримав тріумф. Також встановлено ростральну трибуну між Форумом та Корміцієм, що була прикрашена носами антійських кораблів.
У 320 році до н. е. Гая Менія призначено диктатором для розслідування змови римських патриціїв із знатними родинами Капуї. Йому вдалося викрити змовників. Втім внаслідок інтриг Меній вимушений був піти у відставку. Згодом він представ перед судом за свої дії на посаді диктатора, але його було виправдано.
У 318 році до н. е. його було обрано цензором разом з Луцієм Папірієм Крассом. На цій посаді він дозволив будівництво балконів на будинках навколо форуму з тим, щоб мешканці цих будинків отримали можливість спостерігати за іграми, що там проходили. Ця галерея балконів на честь Менія отримала назву Меніана.
У 314 році до н. е. його вдруге призначено диктатором для розслідування змови очільників Капуї із самнітами (справа відбувалася під час Другої Самнітської війни). 
З того часу про подальшу долю Гая Менія згадок немає.